# اچ‌ام‌اس تروش (۱۸۸۹)
اچ‌ام‌اس تروش (۱۸۸۹) (به انگلیسی: HMS Thrush (1889)) یک کشتی بود که طول آن ۱۶۵ فوت ۰ اینچ (۵۰٫۳ متر) بود. این کشتی در سال ۱۸۸۹ ساخته شد.